# Josefský dub
Josefský dub je památný strom rostoucí v Arnolticích, části Bulovky, obci na severu České republiky ve Frýdlantském výběžku Libereckého kraje.

## Poloha a historie
Strom roste při severní straně silnice číslo III/2914 odbočující v Arnolticích ze státní silnice číslo I/13 a vedoucí východním směrem k Bulovce. Severně od stromu protéká od východu k západu Bulovský potok. U stromu je osazen pomníček s letopočtem 1848, kdy rakouský císař Josef II. svým patentem zrušil nevolnictví. Za památný strom prohlásil dub městský úřad ve Frýdlantě svým rozhodnutím ze dne 22. září 2010, která nabylo právní moci dne 13. října 2010.
Dub letní (Quercus robur) má kolem sebe vymezeno ochranné pásmo, které má tvar kruhu o poloměru desetinásobku průměru stromu v době jeho prohlášení za památný, měřeno ve výšce 1,3 metru nad zemí. Ochranné pásmo tak má poloměr 10,5 metru.